# Botrányhős
A botrányhős egy olyan személy, aki valamilyen cselekedetével megbotránkoztatja a társadalom vagy egy helyi közösség többségét, botrányt okoz.
A botrányhős alkatilag olyan ember, aki vállalja a konfliktust a társadalom többségével. Ennek oka lehet nonkonformizmus, tiltakozás (polgárpukkasztás is), egyszerű beilleszkedési zavar, elkötelezettség bizonyos elvek iránt és jobbítási szándék is.
A botrányhősök manapság elsősorban a bulvármédiában fordulnak elő, mivel létük a szenzációhajhász bulvármédia megélhetési alapja. 

## Híres botrányhősök

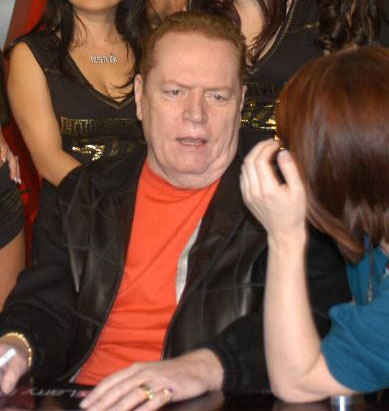
Larry Flynt 2007-ben

- Larry Flynt (USA); Larry Flynt, a provokátor (film)
- Fehér Anettka
- Marilyn Manson
- Cicciolina (Staller Ilona)
- Conchita Wurst
- Mély Torok (fedőnév)